# Jean-Charles Baquoy
Pour les articles homonymes, voir Baquoy.
Jean-Charles Baquoy, né le 16 juin 1721 à Paris, où il meurt le 24 février 1777, est un dessinateur et graveur français qui participa notamment à l'illustration de l’Histoire naturelle de Buffon.

## Parcours
Fils aîné du graveur Maurice Baquoy qui le formera à son art, Jean-Charles Baquoy ne doit pas être confondu avec son propre fils, Pierre-Charles, lui aussi graveur.
Baquoy collabore à la première édition, celle de l'Imprimerie royale, de l'Histoire naturelle : à partir de 1749, Baquoy y reprend les dessins de Buvée et de Jacques de Sève, autant d'animaux que d'allégories ornementales, un travail dont la publication s'étalera sur près de vingt ans.
En 1751, il grave plusieurs dessins d'après Jean-Baptiste Oudry, aux côtés de Charles-Nicolas Cochin pour l'édition complète des Fables de La Fontaine qui sera publiée à partir de 1755. 
Sous la direction de Basan et Le Mire, il collabore à l'édition in-quarto des Métamorphoses d’Ovide en 4 volumes chez Jean-Baptiste Despilly et Noël-Jacques Pissot (1767-1771), illustrée par les meilleurs graveurs de l’époque. Il reproduit principalement des dessins et peintures de Eisen et Gravelot, dont il sera souvent l’interprète.
On connaît de lui le frontispice du Discours sur les sciences et les arts de Rousseau (Pissot, 1751), et les cuivres d’après Eisen du tome 2 de l'édition Lambert des œuvres complètes de Voltaire.
Il fut un travailleur acharné et prolifique, considéré comme l'un des meilleurs vignettistes de son temps.
Le mardi 25 février 1777, il est enterré en fosse du Châtelet, et décédé la veille quartier de la rue Saint-Jacques à Paris ; sa dépouille est accompagnée par Pierre-Jacques Duret. 

## Conservation
- Châtelains recevant des mendiants, eau-forte, Musée des beaux-arts de Rennes